# Thomisus zaheeri
Thomisus zaheeri es una especie de araña cangrejo del género Thomisus, familia Thomisidae. Fue descrita científicamente por Parveen, Khan, Mushtaq, Ahmad & Rana en 2008.

## Distribución
Esta especie se encuentra en Pakistán.